# Aleksandr Gribojedov
Aleksandr Sergejevitj Gribojedov (ryska: Александр Сергеевич Грибоедов) född 15 januari 1795 i Moskva, Kejsardömet Ryssland,  död 30 januari 1829 i Teheran, Persien, var en rysk diplomat, översättare och författare, vars främsta verk är komedin Горе от ума, (svenska: Förnuft skapar elände).

## Biografi
Gribojedov studerade filologi och juridik i Moskva. År 1817 fick han en befattning på utrikesdepartementet i Sankt Petersburg. Som diplomat reste han till Kaukasus och Persien där han blev mördad av muslimska fanatiker i samband med ett folkupplopp 1829.
Förutom några försök till lustspel och en ofulländad tragedi hann Gribojedov med ett högst originellt verksdrama, den satiriska komedin Горе от ума (Gore ot uma; Förnuft skapar elände). Detta 1816–24 författade teaterstycke, vars scener är förlagda till Moskva, blev först 1831 uppfört och 1833 tryckt, bägge gångerna i delvis stympat skick. Redan före författarens död hade det dock spritts i avskrifter och väckt stort uppseende. Många rader av de elegant formade verserna blev tidigt bevingade ord i Ryssland. En kritisk upplaga av Gribojedovs verk med inledning och kommentarer av Nikolaj Piksanov utkom i 3 band 1911–1917.

## Övrigt
Asteroiden 2837 Griboedov är uppkallad efter honom.
Gribojedovhuset, Moskvaförfattarnas egen klubb, namngivet efter Aleksandr Gribojedov, spelar en central roll i Bulgakovs roman Mästaren och Margarita.